# Філіппо Брунеллескі
Філіппо Брунеллескі (італ. Filippo Brunelleschi (Brunellesco); 1377, Флоренція — 15 квітня 1446, Флоренція) — великий італійський архітектор і скульптор епохи Відродження.

## Біографія
Джерелом відомостей вважається його «біографія», приписувана, за традицією, Антоніо Манетті, написана більш ніж через 30 років після смерті архітектора.

## Початок творчості. Скульптура Брунеллескі
Син нотаріуса Брунеллескі ді Ліппі; мати Філіппо, Джуліана Спіні, була споріднена з родовитими родинами Спіні і Альдобрандіні. У дитинстві Філіппо, до якого повинна була перейти практика батька, отримав гуманітарне виховання і найкращу на той час освіту: вивчав латинську мову, вивчав античних авторів. Виховуючись у гуманістів, Брунеллескі сприйняв ідеали цього кола, тугу за часами «своїх предків» римлян, і ненависть до всього чужого, до варварів, що знищили римську культуру, в тому числі і до «пам'ятників цих варварів» (і серед них — середньовічні будівлі, тісні вулиці міст), які здавалися йому чужими і нехудожніми в порівнянні з тими уявленнями, які склали собі гуманісти про велич Стародавнього Риму.
Відмовившись від кар'єри нотаріуса, Філіппо з 1392 року був у навчанні, ймовірно у майстрів золотих справ, а потім проходив практику учнем в ювеліра в Пістої; навчався також малювання, ліплення, гравюрі, скульптурі і живопису, у Флоренції вивчав промислові і військові машини; набув значних для того часу знань з математики, навчаючись у Паоло Тосканеллі, який, за свідченням Вазарі, навчав його математиці. У 1398 Брунеллескі вступив в Арте делла Сета, куди входили майстри золотих справ. У Пістої молодий Брунеллескі працював над срібними фігурами вівтаря Святого Якова, — в його роботах відчутній сильний вплив мистецтва Джованні Пізано. У роботі над скульптурами Брунеллескі допомагав Донателло (йому було тоді 13 чи 14 років), — з цього часу дружба зв'язала майстрів на все життя.
У 1401 повернувся до Флоренції, взяв участь в оголошеному Арте ді Каліман (цех торговців тканинами) конкурсі на прикрасу рельєфами двох бронзових воріт Флорентійського баптистерію. У конкурсі разом з ним взяли участь Якопо делла Кверча, Лоренцо Гіберті і ряд інших майстрів. Конкурс, що проходив під головуванням 34 суддів, тривав рік; кожен майстер мав надати повний бронзовий рельєф «Принесення в жертву Ісаака». Брунеллескі програв конкурс, — рельєф Гіберті перевершував його художньо і технічно (він був вилитий з одного шматка і був на 7 кг легший від створеного Брунеллескі). Однак, незважаючи на описану Гіберті в його «Спогадах» одностайність суддів у виборі саме його рельєфу, перемогли інтриги, що оточували історію конкурсу. Попри це, роботу Брунеллескі не знищили разом з творами інших учасників, але зберегли (нині вона в Національному музеї, Флоренція), відзначивши її як надзвичайно успішну.
Згідно з Манетті, Брунеллескі створив кілька статуй з дерева та бронзи. Серед них — статую Марії Магдалини, згорілу в Санто Спіріто під час пожежі 1471. Близько 1409 (між 1410-ми та 1430-ми роками.) Брунеллескі створив дерев'яне «Розп'яття» в церкві Санта Марія Новелла, за свідченням його біографів — вступивши в дружню суперечку з Донателло.
Згідно з Манетті, Брунеллескі був вражений тим, що програв конкурс і покинув Флоренцію, поїхав до Риму, де можливо, вирішив досконало вивчити античну скульптуру (деякі вчені відсувають дату подорожі, деякі взагалі вважають його плодом фантазії біографа, деякі — що таких подорожей було кілька і вони були недовгими). Під час перебування Філіппо в Римі з ним майже незмінно був Донателло. У Вічному Місті вони прожили кілька років, а оскільки обидва були чудовими майстрами золотих справ, то заробляли на життя цим ремеслом і все зароблене витрачали на організацію розкопок античних руїн. У вільний же час він цілком віддавався вивченню римських руїн, і вплив римських вражень можна відзначити у творчості обох майстрів.
У Римі молодий Брунеллескі звернувся від пластики до будівельного мистецтва, почавши ретельно вимірювати збережені руїни, замальовувати плани цілих будівель і плани від ділових частин, капітелей і карнизів, проєкції, види будівель і всі їх деталі. Він повинен був розкопувати засипані частини і фундаменти, повинен був удома складати ці плани в єдине ціле, відновлювати те, що було не в повній цілості. Так він перейнявся духом античності, працюючи подібно сучасному археологу з рулеткою, лопатою і олівцем, навчився розрізняти види і пристрій античних споруд і створив у папках зі своїми етюдами першу історію римської архітектури. (П. Франкл).

## Відкриття перспективи
Брунеллескі бажав зробити сприйняття реконструйованих ним терм і театрів більш наочним і спробував створити зі своїх планів геометрично-перспективні картини для певної точки зору. У цих пошуках вперше було відкрито (або знову відкрито), згідно з традицією, висхідною до 2-ї половини XV ст., пряму перспективу.
У Флоренції, куди він час від часу, мабуть, повертався з Рима, він розставив на вулиці такі сконструйовані перспективи (дошки із зображенням баптистерію і Собору, виду Пьяцца Сеньйорія), силуети яких він вирізав і які з певної точки зору зливалися з зображеною будівлею (наприклад з баптистерієм). За вивчення перспективи взялися найкращі майстри Флоренції — Л. Гіберті (у його рельєфах для Дверей баптистерію) і Мазаччо (у своїй фресці «Трійця» у церкві Санта Марія Новелла, перспективу якої швидше за все, розробив Брунеллескі). Вони негайно впровадили цей набутий досвід пізнання реального світу в свої твори.

## Перші архітектурні проекти: Виховний будинок і Сан-Лоренцо
У 1419 році цех Арте делла Сета доручив Брунеллескі споруду Виховного будинку для дітей, які залишилися без батьків Оспедале дельї Інноченті— Притулок невинних, діяв до 1875 р.), що став фактично першою спорудою епохи Відродження в Італії.
Виховний будинок збудований просто: аркади його лоджії розкриті в сторону Пьяцца Сантіссіма Аннунціата, — будинок фактично є її ажурною «стіною». Всі архітектурні елементи ясно читаються, масштаб споруди не перевищує людську міру, але узгоджений з нею. Відкриті сходи на 9 сходинок ведуть через усю ширину будівлі до нижнього поверху, який розкинувся галереєю з 9 напівциркульних арок, що спираються на високі колони композитного ордера. Від капітелей до задньої стіни галереї перекинуті підпружні арки, які підхоплюються консолями, прикрашеними капітелями. По кутах ряд колон має по пілястру, над кожним з них є архітрав, що тягнеться над усіма арками. Між арками і архітравом укріплені майолікові медальйони роботи Делла Роббіа із зображенням сповитих немовлят (своїм простим забарвленням — синім і білим — вони роблять ритм колон мирним, спокійним). Прямокутний формат вікон, їх рами і фронтони вікон скопійовані Брунеллескі з римських зразків, так само, як і колони, архівольт арок, пілястри і профіль карниза. Але античні форми трактовані надзвичайно вільно, вся композиція оригінальна і зовсім не може бути названа копією античних зразків. Завдяки якомусь особливому почуттю міри, Брунеллескі в контексті всієї архітектури Відродження здається більш «грецьким», а не римським майстром, при тому що жодної грецької будівлі він бачити не міг.

## Базиліка Сан-Лоренцо і Старе закристя
В той час як будувався Виховний будинок, Брунеллескі у 1420 р. почав роботу над Старою закристією базиліки Сан Лоренцо (заснована у 390 р., потім перебудовувалася), і вперше створив ясну і гармонійну центричну композицію, яка стала зразковою для Ренесансу (закінчена у 1428 р.). Кошти на будівництво виділили Медічі, — тут були поховані представники їх сім'ї. Закристя Сан Лоренцо — просторе (бл. 11 м ширини) квадратне приміщення, перекрите куполом. Ребра і кути стін обох приміщень відзначені коринфськими пілястрами, що підтримують антаблемент, — ордер підкреслює всю структуру приміщення і ясно фіксує сприйняття простору. На стіни, над якими піднімається купол, накладено декоративні арки, над антаблементом в люнетах — поміщені напівокруглі вікна. Паруси, люнети, двері і ділянки над ними — прикрашені рельєфами, які виконав Донателло. Всі тектонічні зчленування — ордер, наличники вікон, ребра склепінь — зроблені з темного каменю і виділяються на нейтральних ошатних білих стінах.
Коли Брунеллескі взяв на себе перебудову церкви Сан Лоренцо, стіни її вівтаря вже височіли, закристя будувалася, а з іншого боку знаходилися залишки старої церкви Сан Лоренцо, які ще не були знищені. Ця ранньохристиянська базиліка і визначила форму нової церкви. Ранньохристиянська архітектура не вважалася варварською, її античні колони відносилися ще до «хорошого стилю», — таким чином, шлях до ренесансної — відродженої античної — архітектури в значній мірі йшов через спогад про часи раннього християнства і його архітектуру.
Бічні нави базиліки — не наскрізні, як це було традиційно, а утворені ланцюгом однакових квадратних приміщень, перекриті склепіннями. Античні за пропорціями, силуетом і малюнком капітелей колони легко несуть тягар, через них перекинуті арки, весь простір розчленований з математичною ясністю — уникнуто всього, що тисне, роз'єднує. Проста орнаментика, частково антична, частково флорентійської традиції, частково — винайдена самим Брунеллескі, вносить відбиток легкості, гармонійності, і весь настрій цієї церковної будівлі — настрій незатьмареної життєрадісності, наївної радості буття.

## Купол собору Санта-Марія-дель-Фйоре
Незабаром після приїзду до Флоренції Брунеллескі захопився складним інженерним завданням — зведенням купола над кафедральним собором міста (1420—1436 рр.). Його зведення почалось майже одночасно з будівництвом Сан Лоренцо. Ідея купола — восьмигранне готичне склепіння і готична форма,була вже намічена  будівничим Арнольфо ді Камбіо. Кампаніла собору була, зведена,як вважається, великим Джотто. Складність самої споруди полягала не тільки в зведенні купола, а й у спорудженні спеціальних пристосувань, які дозволили б працювати на великій висоті, що здавалося тоді неможливим. Заради міста Брунеллескі запропонував зробити легкий 8-гранний купол з цегли, який збирався б з граней-«часток» і скріплювався вгорі архітектурним ліхтарем, крім того, він зголосився створити цілий ряд машин для підйому вгору і роботи на висоті. Купол (його висота становить 42 м) був побудований без риштування що спиралось на землю. Купол складається з двох оболонок, пов'язаних нервюрами і горизонтальними кільцями. Підносячись над містом, купол, з його спрямованістю угору і гнучким пружним контуром, визначив характерний силует Флоренції, і самими сучасниками він мислився символом нової епохи — Відродження. Славі архітектора і міста сприяло й те, що купол освятив сам папа Євгеній IV.

## Галерея

Санта Марія дель Фйоре, Флоренція.
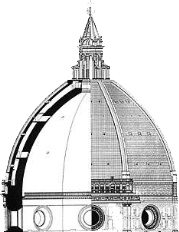
Купол. Розріз. Санта Марія дель Фйоре, Флоренція.
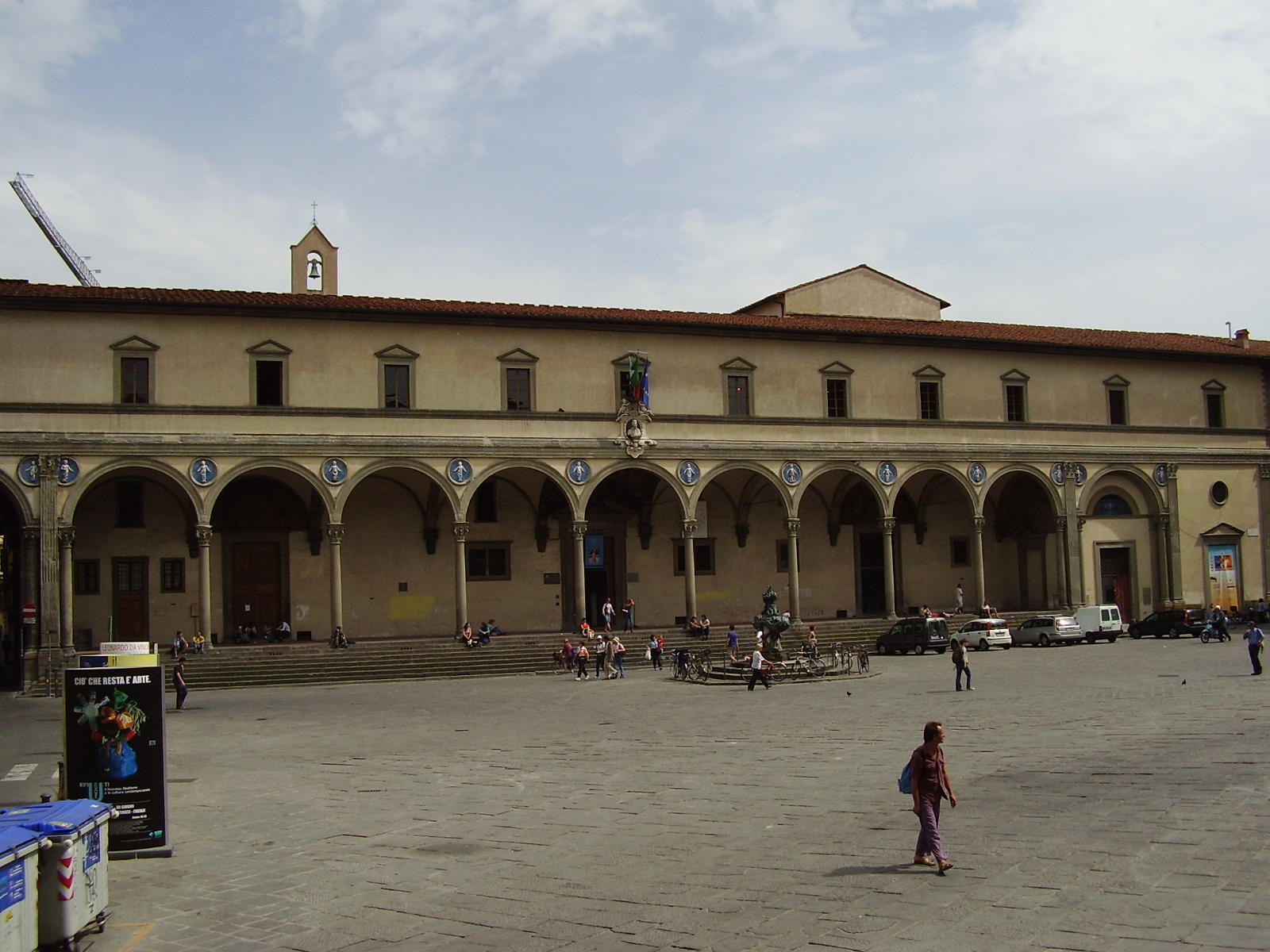
Оспедале деї Інноченті, Флоренція.
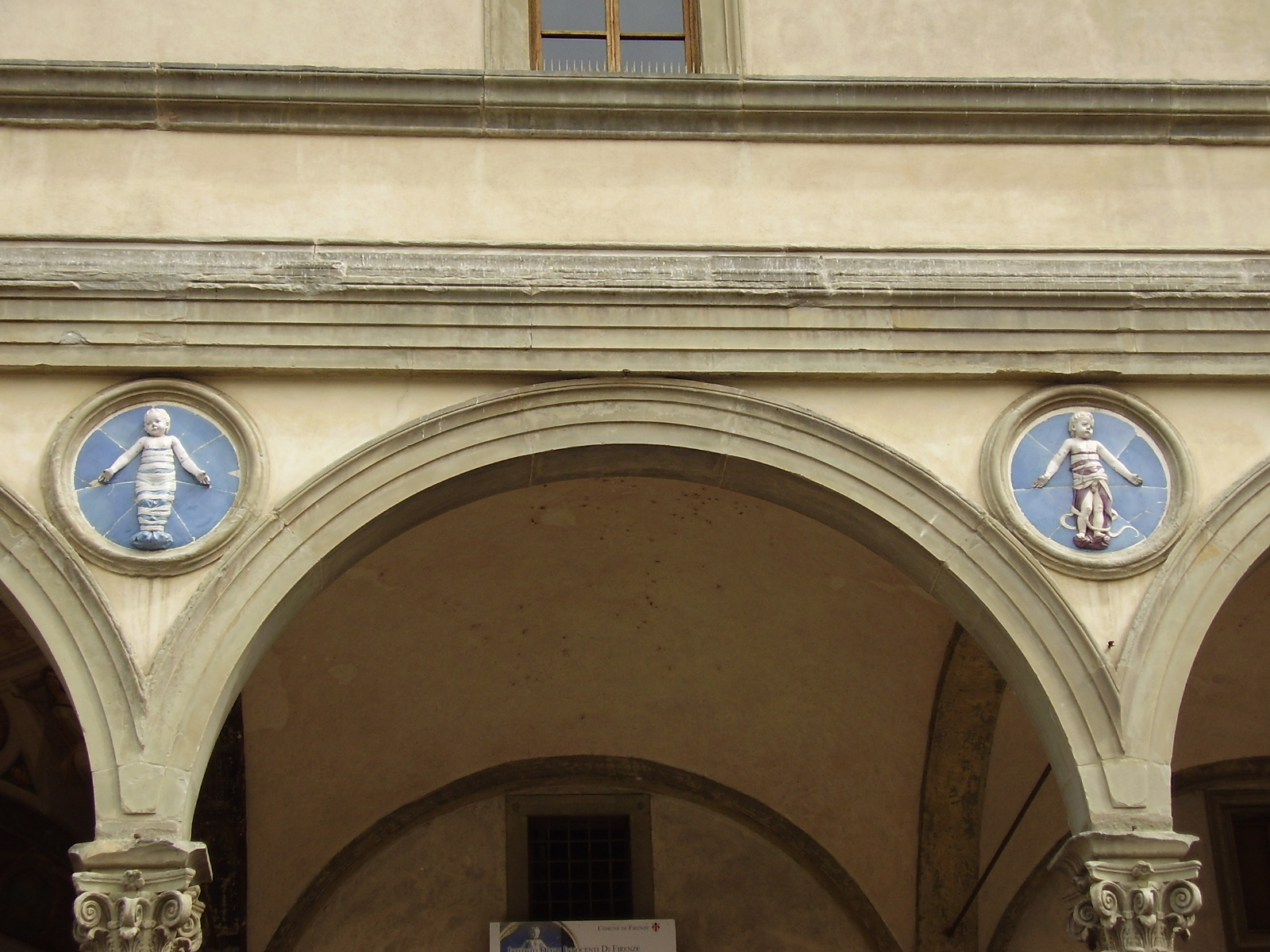
Оспедале деї Інноченті. Деталь, Флоренція.
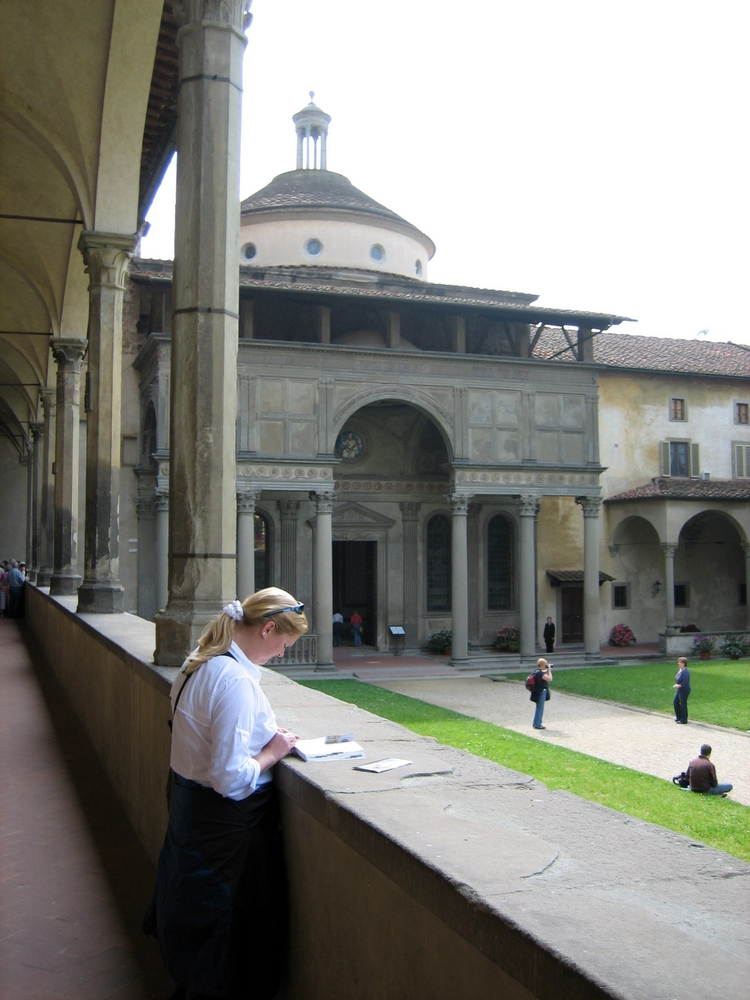
1429—1443 рр. капелла Пацці, Флоренція.
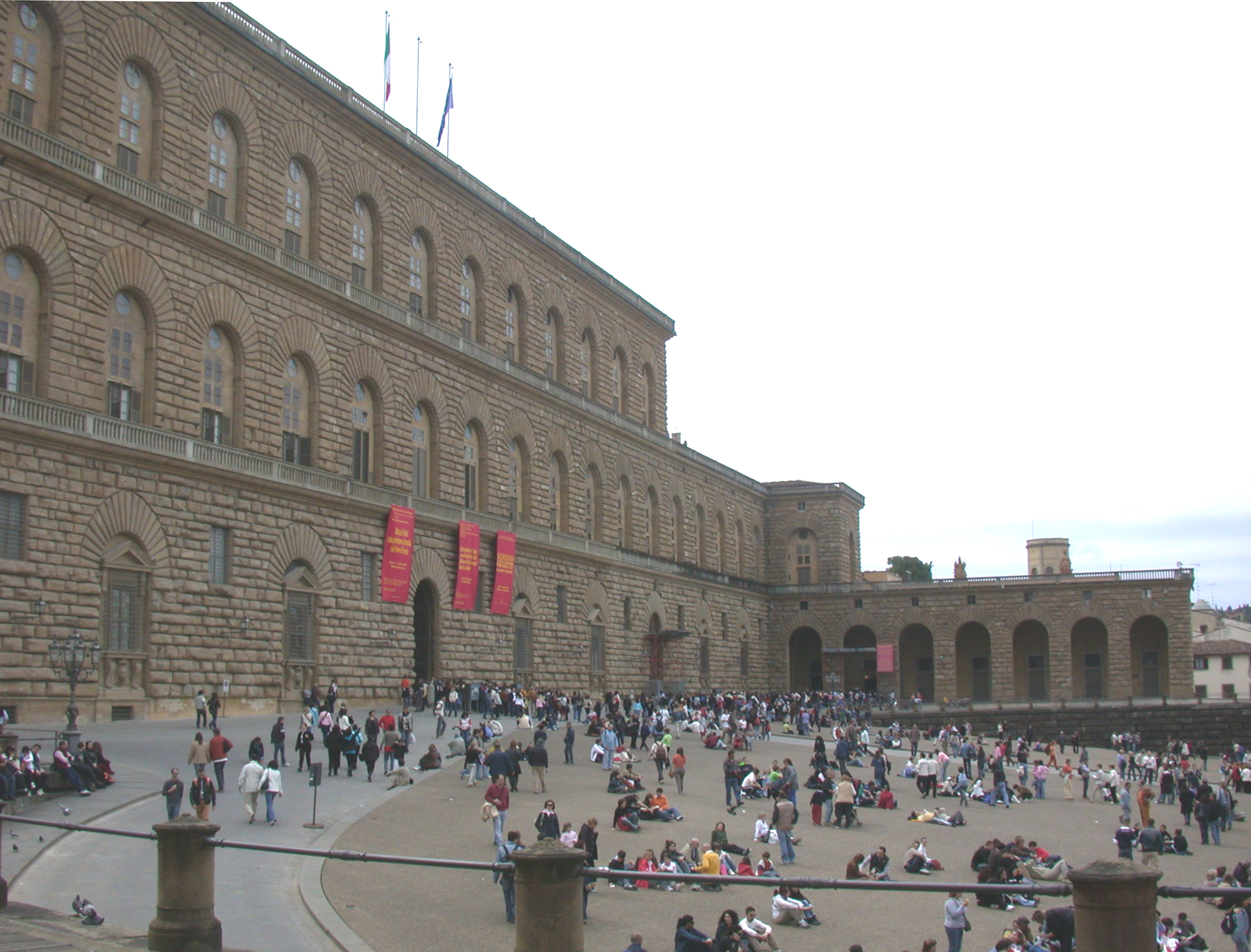
Палаццо Пітті, Флоренція.
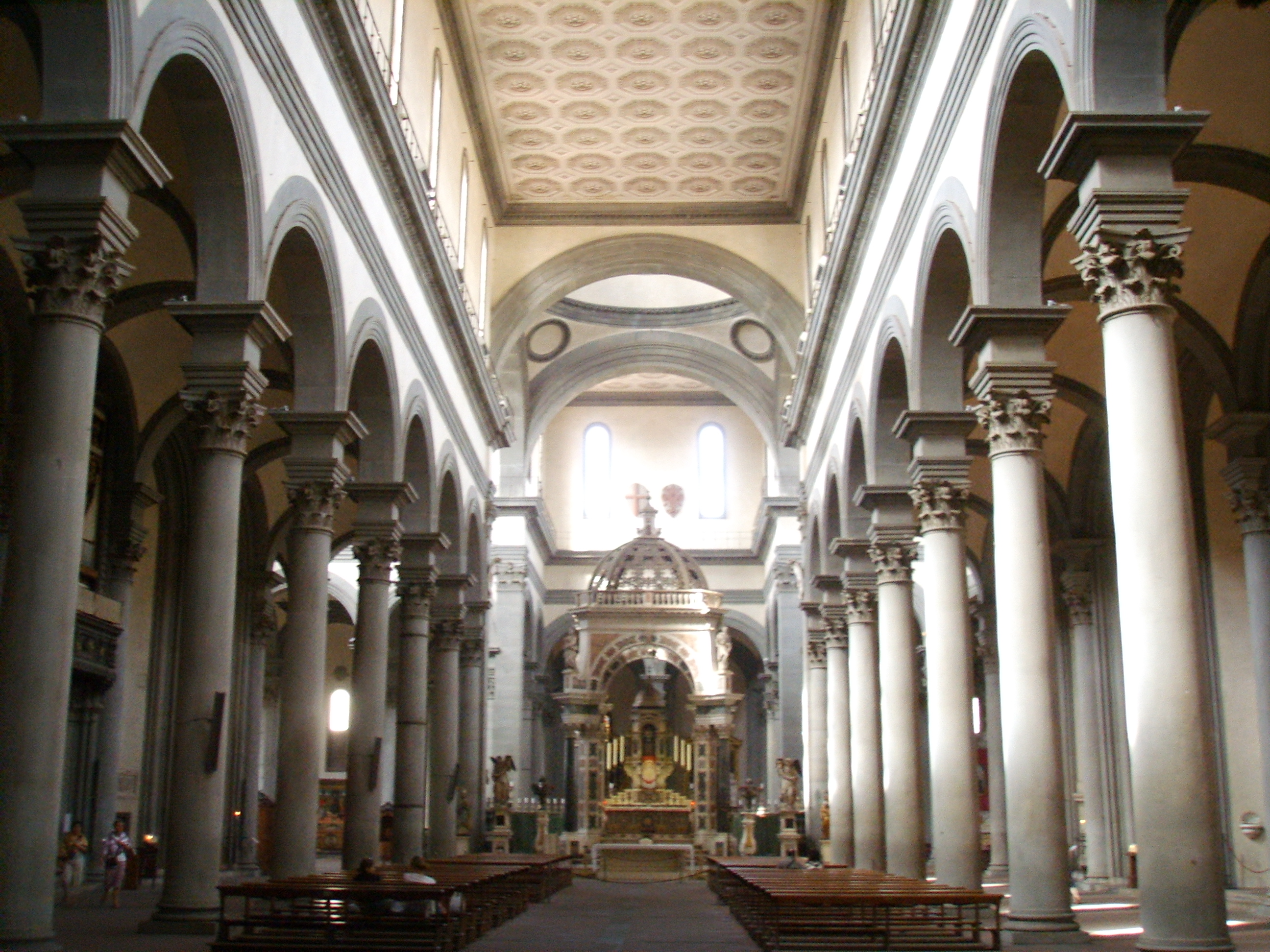
Неф Санто Спіріто.